# Holtenau (Kilonia)
Holtenau, Kiel-Holtenau (duń. Holtenå) – dzielnica miasta Kilonia w Niemczech, w kraju związkowym Szlezwik-Holsztyn.
W dzielnicy znajduje się port lotniczy Kilonia.